# 요한 베르크만스
성 요한 베르크만스(라틴어: Sanctus Ioannes Berchmans, 프랑스어: Saint Jean Berchmans, 네덜란드어: Sint Jan Berchmans, 1599년 3월 13일 - 1621년 8월 13일)는 로마 가톨릭교회의 예수회 학생이자 성인이다. 그는 복사의 수호성인이다.

## 유년 시절
요한 베르크만스는 1599년 3월 13일 오늘날 벨기에의 플람스브라반트주에 있는 디스트에서 구두 수선공의 아들로 태어났다. 그의 아버지의 이름은 요한 샤를이었으며, 어머니의 이름은 엘리자베스 베르크만스이다. 요한 베르크만스는 5형제 가운데 맏이였다. 세례명은 세례자 요한이었다. 당시 그는 네덜란드의 가톨릭과 프로테스탄 간 분쟁으로 인하여 사회적으로 혼란스러운 분위기 속에서 성장하였다. 요한이 9세가 되던 해에 그의 어머니는 심각한 병에 걸려 병세가 오래갔다. 요한은 매일같이 몇 시간 동안 어머니의 병상을 지켰다. 요한은 디스트의 김나지움에서 공부를 하였으며, 학업을 계속 이어나가기 위해 말린에 있는 의전사제 요한 프로미몬트의 집에 들어가 그곳에서 일하였다. 그는 공부하고 일하는 중에도 틈틈이 디스트에서 수십 킬로미터 떨어진 스헤르펜회벨의 순례 성지를 찾아가곤 하였다.

## 예수회 성소로의 부르심
요한 베르크만스는 1615년 예수회가 메헬렌에 세운 대학교에 처음으로 입학한 학생들 가운데 하나였다. 메헬렌의 예수회 대학교에 들어간 그는 곧 성모회에 등록하였다. 요한이 부모에게 예수회에 입회하고 싶다는 의사를 전하자, 부모는 그를 단념시키고자 하였다. 그의 부모는 메헬렌에 있는 한 프란치스코회 수도원에 아들을 보냈다. 그곳에서 요한의 친척인 프란치스코회 수사가 요한에게 마음을 바꾸라고 설득하였으나, 무위로 그쳤다. 결국 요한의 아버지는 마지막 수단으로 모든 재정적 지원을 끊겠다고 선언하였다.
그럼에도 불구하고, 1616년 9월 24일 요한 베르크만스는 예수회의 수련생이 되었다. 사귐섬이 있고, 항상 친절하고, 외향적인 성격이었던 그는 곧 모든 사람에게 사랑을 받게 되었다. 1618년 철학을 공부하기 위해 로마로 유학을 간 그는 뛰어난 학업 실력으로 인정을 받았다. 요한은 장차 사제 서품을 받은 후에는 군대에서 군종 사제가 되어 전장에서 죽기를 희망하였다.
1618년 9월 25일 요한 베르크만스는 첫 서원을 하였다. 그는 철학 공부를 위해 안트바르펜으로 유학을 갔다가 몇주 후에 다시 로마로 돌아왔다. 로마로 돌아온 후에도 그는 학업을 계속 이어나갈 수 있었다. 자기 소지품을 등에 지고 도보로 로마 대학교에 돌아온 그는 그곳에서 2년간 수학하였다. 1621년에 그는 철학과 3학년을 졸업하였다.

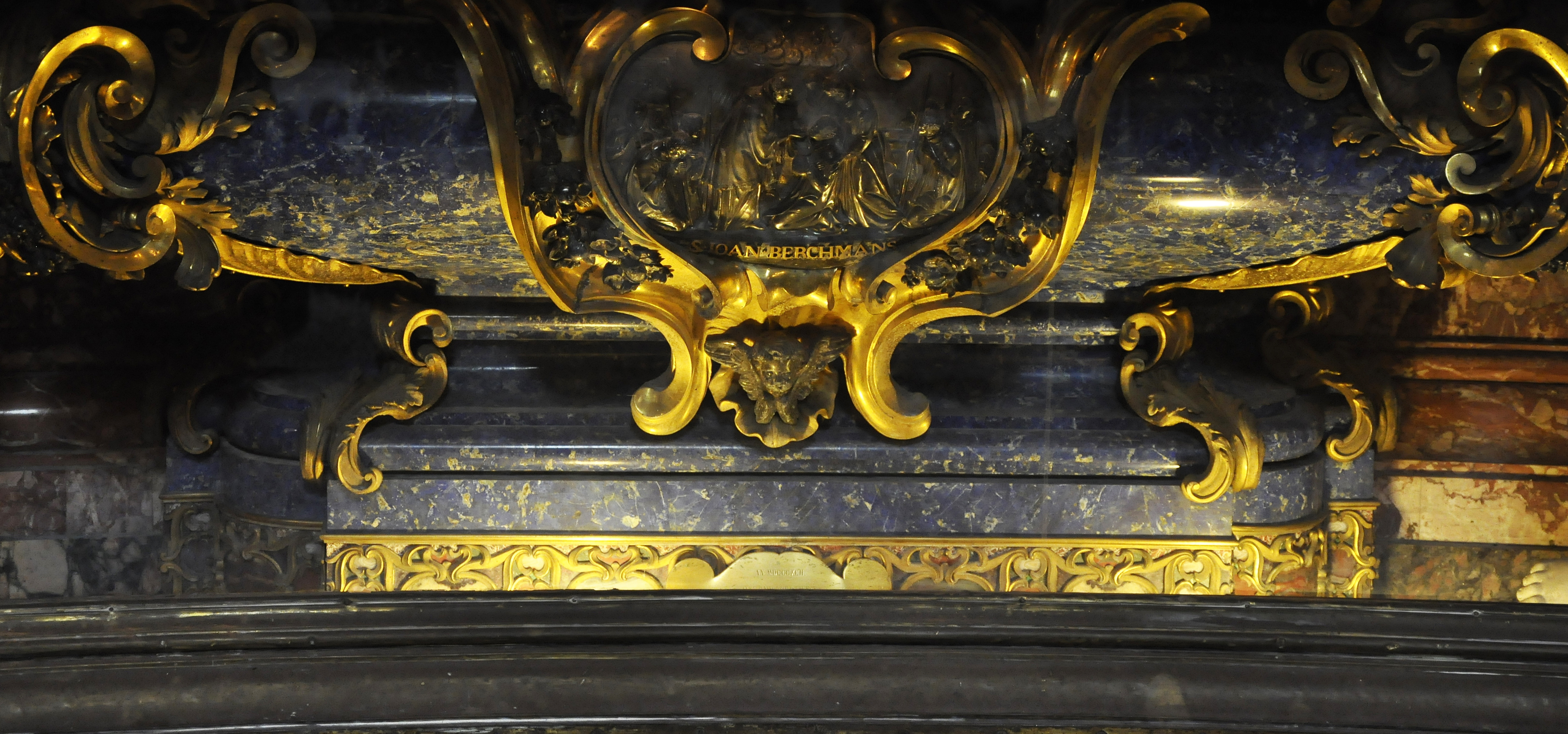
산티냐시오 성당에 있는 성 요한 베르크만스의 무덤

같은 해 8월 초엽에 요한 베르크만스는 도미니코회 산하에 있는 그리스 대학교에서 철악 토론 모임에 참여하여 그 모임의 반장으로 선출되었다. 요한은 토론을 명료하고 심도있게 마쳤지만, 로마 대학교로 돌아오는 길에 ‘로마 열병’에 걸리고 말았다. 그의 폐에 염증이 생겨났고 체력은 급격하게 떨어졌다. 결국 8월 13일에 요한 베르크만스는 이질과 열병에 굴복하여 선종하고 말았다. 그때 그의 나이는 채 23세도 되지 않았다. 그가 선종했을 때, 많은 추모객이 그의 시신이 안치된 산티냐시오 성당을 찾아와 그를 위해 기도하였다. 같은 해 아르스코트 공작 필리포는 교황 그레고리오 15세에게 요한 베르크만스의 시복을 요청하였다. 그리하여 교회는 요한 베르크만스의 시복을 위한 조사위원회를 구성하였다.

## 공경

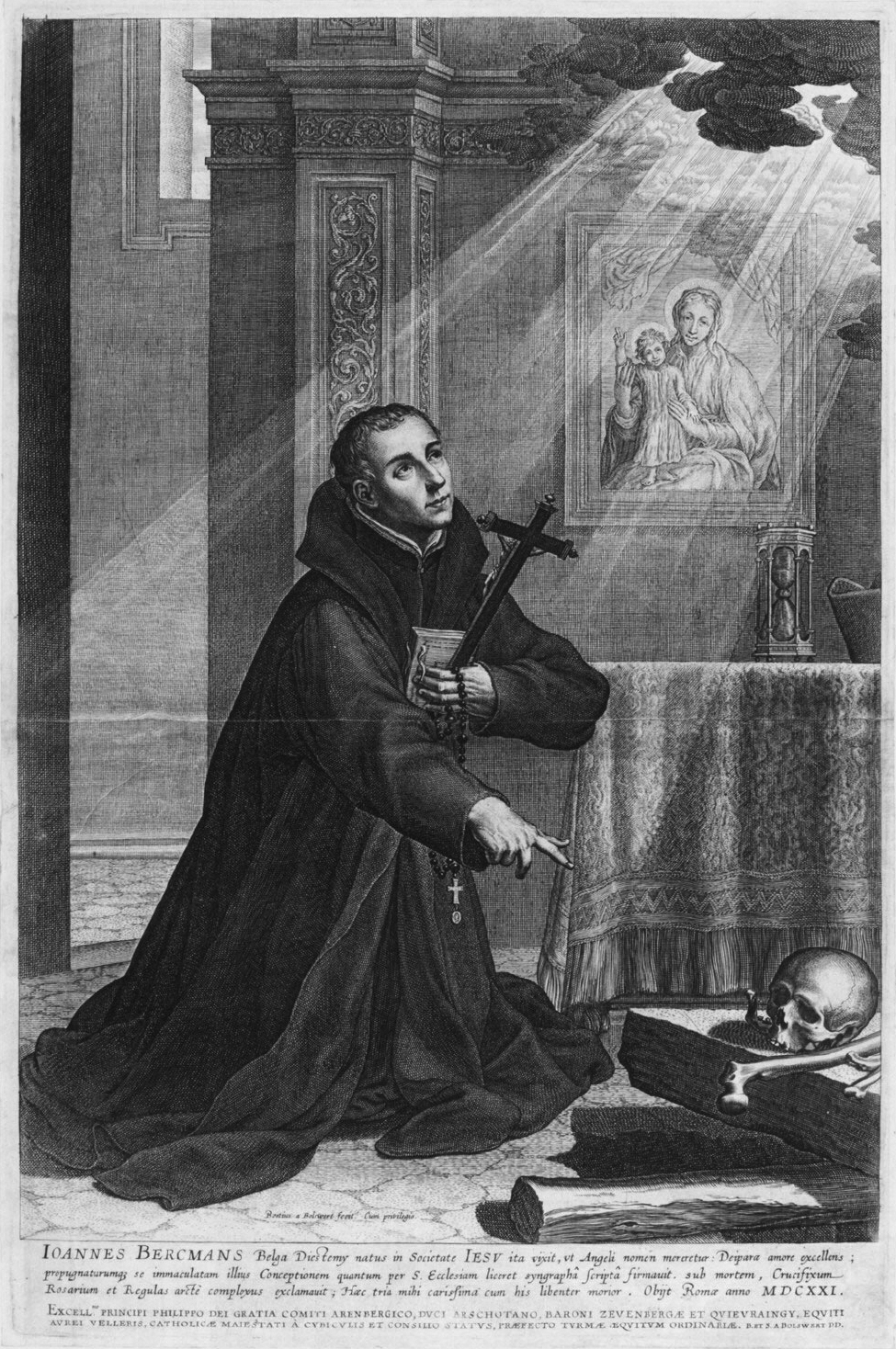

1621년 요한 베르크만스가 선종하자 그의 심장은 고국인 벨기에의 루뱅으로 보내져 그곳 성당의 부속 제대 위 은으로 만든 상자 안에 모셔졌다. 요한 베르크만스는 1865년에 복자로 시복되었으며, 1888년에 성인으로 시성되었다. 그의 상본은 흔히 손에 십자고상이나 묵주, 규칙서 등을 쥐고 있는 모습으로 묘사된다.
요한 베르크만스가 시성된 데에는 미국 루이지애나주 그랜드코토 성심 아카데미에서 일어난 기적이 결정적 계기가 되었다. 1866년 미국 남북 전쟁이 끝난 지 2년 후에 아직 수련생이었던 메리 윌슨에게 요한 베르크만스가 발현하였다. 건강이 좋지 않았던 메리 윌슨은 남쪽 지방인 루이지애나 주의 온화한 기후가 좋은 치료책이 될 수 있다고 생각하여 그곳으로 거주지를 옮겼지만, 건강은 계속 나빠져만 갔다. 그녀는 40일 동안 죽 같은 음식밖에 먹지 못하였다. 말조차 나오지 못했던 그녀는 마음속으로 “주님, 당신께서는 제가 고통받고 있음을 보고 계십니다. 만약 이 고통이 주님의 영예와 영광 그리고 제 영혼의 구원을 위한 시련이라면 저는 복자 요한 베르크만스의 전구를 통해 조금이나마 위안과 건강을 얻고 싶습니다.”라고 기도하였다. 그러자 그녀 앞에 요한 베르크만스가 나타났으며, 곧바로 건강도 회복되었다. 2006년 아카데미에서 청소년부를 개설하면서 그 명칭을 성 요한 베르크만스 학교라고 명명하였다. 현재 이곳은 미국에서 공인된 기적이 일어난 장소에 세워진 유일한 순례지이기도 하다.